# Eriosema scioanum
Eriosema scioanum är en ärtväxtart som beskrevs av Avetta. Eriosema scioanum ingår i släktet Eriosema och familjen ärtväxter.

## Underarter
Arten delas in i följande underarter:
- E. s. lejeunei
- E. s. scioanum